# تشيما دي نومنوم
تشيما دي نومنوم (بالإنجليزية: Cima de Nomnom)‏ هو أحد جبال سلسلة جبال الألب ليبونتيني وجزء من القمة الأم بيز دي غروفين يقع في كانتون غراوبوندن، سويسرا. يبلغ ارتفاع الجبل حوالي 2633 متر، بينما يبلغ ارتفاع نتوء الجبل 246 متر.